# Южен Хванхе
Южен Хванхе (чосонгъл: 황해 남도, правопис по системата на Маккюн-Райшауер Hwanghae-namdo) е една от деветте провинции в Северна Корея. Административен център на провинцията е град Хечу (226 064). На север и изток граничи с провинция Северен Хванхе, на югоизток с Индустриален регион Кесон, на юг е разположена демилитаризираната граница с Южна Корея, а на запад с Жълто море. Южен Хванхе е създадена през 1954 г. след разделянето на тогавашната провинция Хванхе на северна и южна част.

## Административно деление
Провинция Южен Хванхе се дели на един град и 19 общини.

### Градове (си)
- Хечу (해주시; 海州市)

### Общини (гин)
- Анак (안악군; 安岳郡)
- Черьон (재령군; 載寧郡)
- Чаньон (장연군; 長淵郡)
- Чхондан (청단군; 靑丹郡)
- Канньон (강령군; 康翎郡)
- Кваили (과일군)
- Онджин (옹진군; 甕津郡)
- Пекчхон (백천군; 白川郡)
- Пончхон (봉천군; 峰泉郡)
- Пьоксон (벽성군; 碧城郡)
- Рьоньон (룡연군; 龍淵郡)
- Самчхон (삼천군; 三泉郡)
- Синчхон (신천군; 信川郡)
- Синвон (신원군; 新院郡)
- Сонхва (송화군; 松禾郡)
- Тхетхан (태탄군; 苔灘郡)
- Иннюн (은률군; 殷栗郡)
- Инчхон (은천군; 銀泉郡)
- Йонан (연안군; 延安郡)